# 尿素SCRシステム

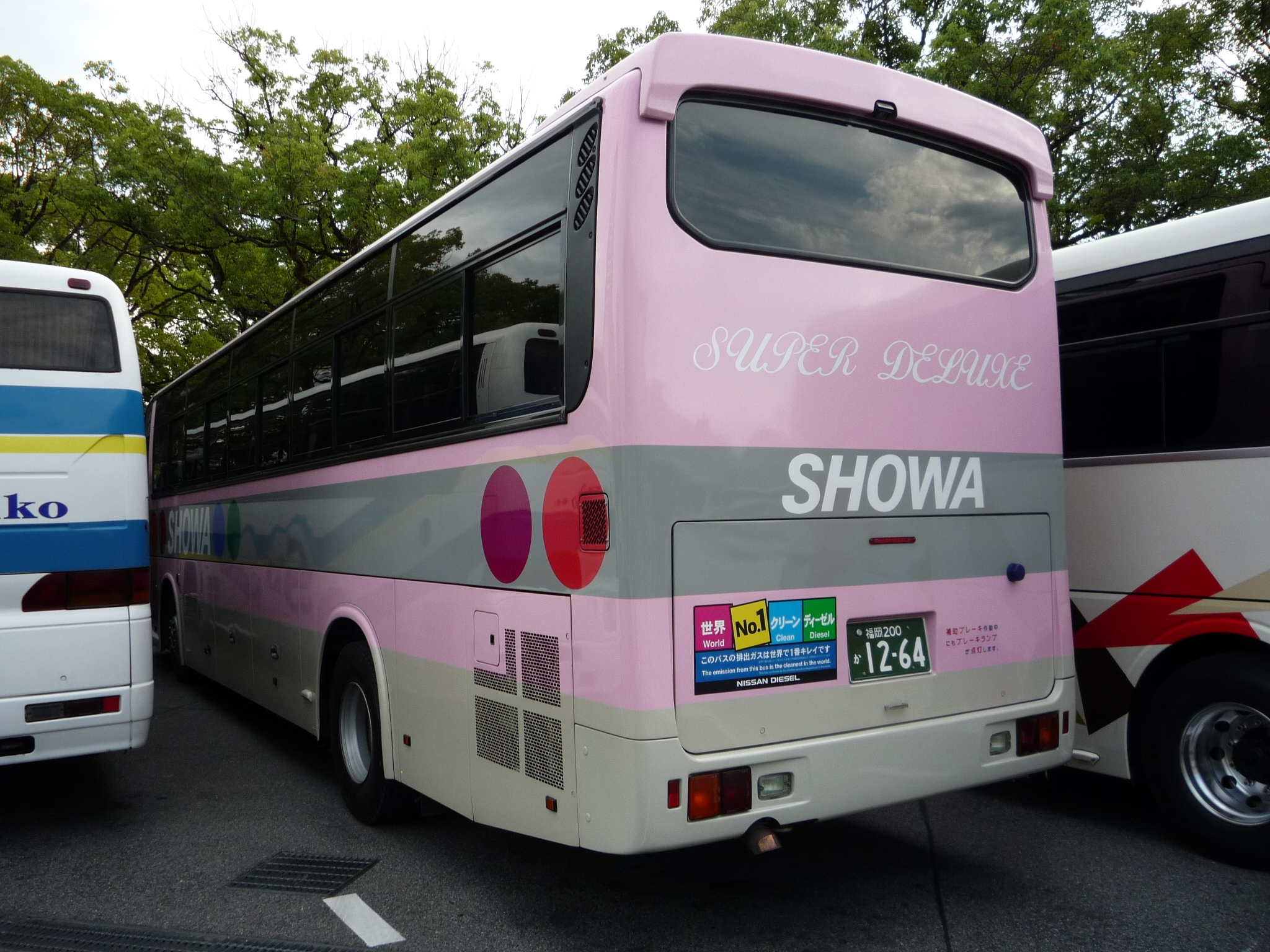
尿素SCRシステム「FLENDS」を搭載したバス車両（ADG-RA273RBN・昭和自動車）

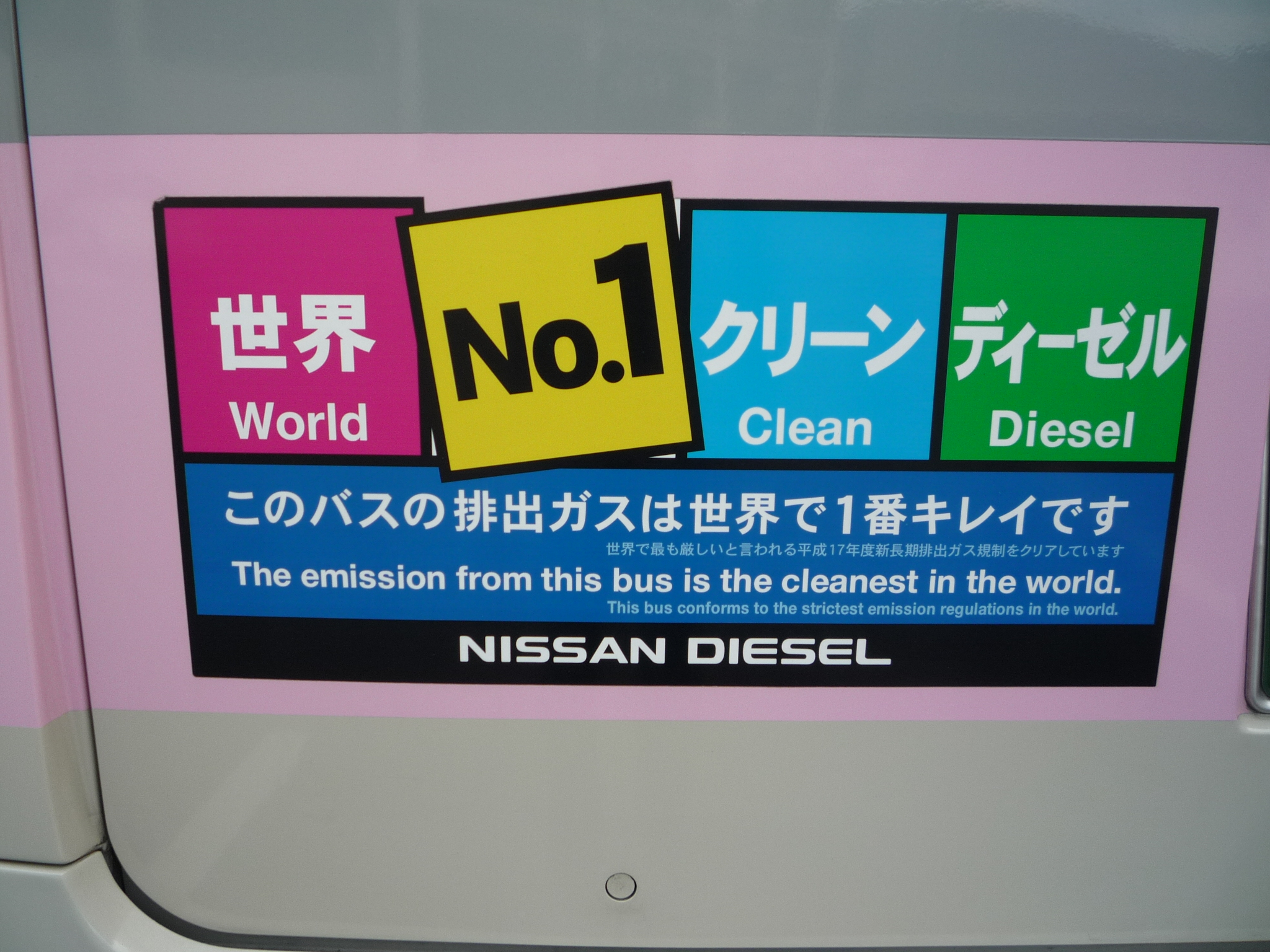
「世界No.1クリーンディーゼル　このバスの排気は世界一キレイです」のステッカー

尿素SCRシステム（にょうそエスシーアールシステム）は、排出ガス浄化技術の1つで、ディーゼルエンジンの排気中の窒素酸化物（NOx）を浄化する技術である。SCRはSelective Catalytic Reductionの略であり、日本語では「選択（的）触媒還元」を意味する（選択触媒還元脱硝装置も参照）。尿素以外の還元剤を使用する方法もあるが、尿素水を使用する方式が主流である。
尿素SCRは、火力発電所などの排出ガス処理に利用されていたもので、自動車への実用化例はなかったが、日産ディーゼル工業（現・UDトラックス）が自動車用の尿素SCRシステム「FLENDS」（フレンズ、Final Low Emission New Diesel Sytem）を開発し、2004年（平成16年）に世界初の実用化に成功した。翌2005年（平成17年）には自動車技術会技術開発賞を受賞している。

## 概要
日産ディーゼル（当時）の開発した「FLENDS」は、尿素SCRと高圧燃料噴射を組み合わせたものである。ディーゼル自動車の排出ガスに含まれる窒素酸化物（NOx）と粒子状物質（PM）は、燃焼温度を下げるとNOxが減る代わりにPMが増え、逆に燃焼温度を上げるとPMが減る代わりにNOxが増えるトレードオフの関係にあるが、「FLENDS」は燃焼温度を上げて完全燃焼させてPMを低減し、それによって増加したNOxを尿素SCRで除去するという仕組みである。
「FLENDS」は、SCR触媒や尿素水添加装置、解凍保温装置付きの尿素水タンクや配管、尿素水の品質・水位センサーなど、構成部品にも世界初の技術が多数使用されたもので、その技術力が高く評価され、2005年（平成17年）に自動車技術会技術開発賞を受賞した。
当時、世界一厳しいと言われていた日本の平成17年排出ガス規制を、1年近く前倒しして適合したことで話題を集めた。「世界No.1クリーンディーゼル　このバスの排気は世界一キレイです」と書かれたステッカーを、バス事業者によっては車体に掲出していることもある。
日産ディーゼルの「FLENDS」開発を受け、日本国内でも大型車メーカー各社が尿素SCRシステムを導入した。国内で生産される大型車に関しては、2010年（平成22年）までに全てのメーカーが尿素SCRとディーゼル微粒子捕集フィルター（DPF）との併用式を採用しており、排出ガス浄化システムのトレンドとなった。併用式にすることであえて燃焼温度を調整することなく温度に応じて排出された物質をそれぞれの装置で後処理することが可能になった。「FLENDS」を開発した日産ディーゼル、および、当時業務提携下にあってその供給を受けた三菱ふそうトラック・バスを除いた各社（いすゞ自動車・日野自動車）は、平成17年排出ガス規制をDPFのみでクリアしたが、それは先述のトレードオフの関係を逆にした、燃焼温度を下げてNOxを減らし、それによって増えたPMをDPFで除去する方式であった。
また、欧州の自動車メーカーでも同様に、トラック・バスなどの大型商用車で採用されており、ディーゼル乗用車向けにもドイツ車を中心に採用が進んでいる。
なお、尿素SCRシステム専用の高品位尿素水には「AdBlue」（アドブルー）の登録商標が付けられているが日本や欧州以外ではディーゼルエグゾーストフルード（Diesel exhaust fluid、DEF）と呼ばれることが多い。

### HC-SCR
HC-SCR（Hydro Carbons Selective Catalytic Reduction）は、HC-SCR触媒とも称され、還元剤に尿素を利用する尿素SCRとは異なり、ディーゼル燃料（軽油）から分解生成した炭化水素（HC）を還元剤として利用する方式のため、尿素タンクが不要となることから経済面や省スペース化が図れるうえ、尿素SCRシステム自体が大きいため搭載が不可能であったゴミ収集車や消防車でもHC-SCRであれば搭載できるとして日野自動車で開発され、新DPRと命名された。なお、この新技術は2014年（平成26年）に経済産業大臣賞などを受賞している。
2020年（令和2年）に北米でEPAが定めた排ガス認証試験にHC-SCRシステムを採用した日野600（A05C型）が通過しなかったことに端を発し、2022年（令和4年）3月に発覚した日野自動車エンジン不正問題では、このHC-SCRシステムを搭載した車両は全て環境基準をクリアしていないことが確認された。全車種の認定取り消しが行われた結果、日野自動車では販売する車両が一切ない危機的状況に陥っている。

### 尿素水不足問題
米中貿易戦争で中国に対する経済制裁にオーストラリアが追従したことで中華人民共和国では報復措置としてオーストラリアからの石炭輸入を停止した。中国では石炭の半数を輸入に頼っており、国内での採掘も自然災害による事故などの影響から中国国内で石炭不足が深刻化したことにより、尿素の主原料となるアンモニアの生産量が激減したことで2021年から開始された輸出規制（厳格化）により、そのほぼ全量を中国に依存していた大韓民国では混乱に陥り、この問題に対応するため大韓民国国防部でも、軽戦闘車両などで使用するため備蓄していた尿素水の半数を民間に対し提供した。なお韓国では採算性の問題から2011年に自国での生産を打ち切っている。
この影響を受け日本でも一時的な不足に陥っている。原料となるアンモニアの自給率は8割と高いが、尿素の大半は輸入に頼っており、自給率は5割程度である。規制開始時に国内大手の一社である三井化学が定期検査に入っていた影響などから不足に陥ったため、経済産業省が製造業者に対し最大限の増産を要請し、2022年1月、平時における尿素水の全供給量を満たしたとして、この危機は回避された。

## システムの原理
原理としては、アンモニア（NH3）が窒素酸化物（NOx）と化学反応することで、窒素（N2）と水（H2O）に還元されることを応用したもので、火力発電所や船舶の排気ガス処理システムにヒントを得ている。
ただしアンモニアを車両に積むのは危険なため、尿素水をタンクに入れて搭載し、これを排気中に噴射することにより高温下で加水分解させアンモニアガスを得る。
このアンモニアによりNOxを還元し、N2（窒素ガス）とH2O（水蒸気）を得る。

### NOx削減原理
{\displaystyle {\ce {(NH2)2CO +H2O->2NH3 +CO2}}}　（AdBlueに含まれる尿素からアンモニアを生成）
{\displaystyle {\ce {4NO +4NH3 +O2->4N2 +6H2O}}}　（一酸化窒素の還元）
{\displaystyle {\ce {6NO2 +8NH3-> 7N2 +12H2O}}}　（二酸化窒素の還元）

## UD・FLENDS（フレンズ）システム

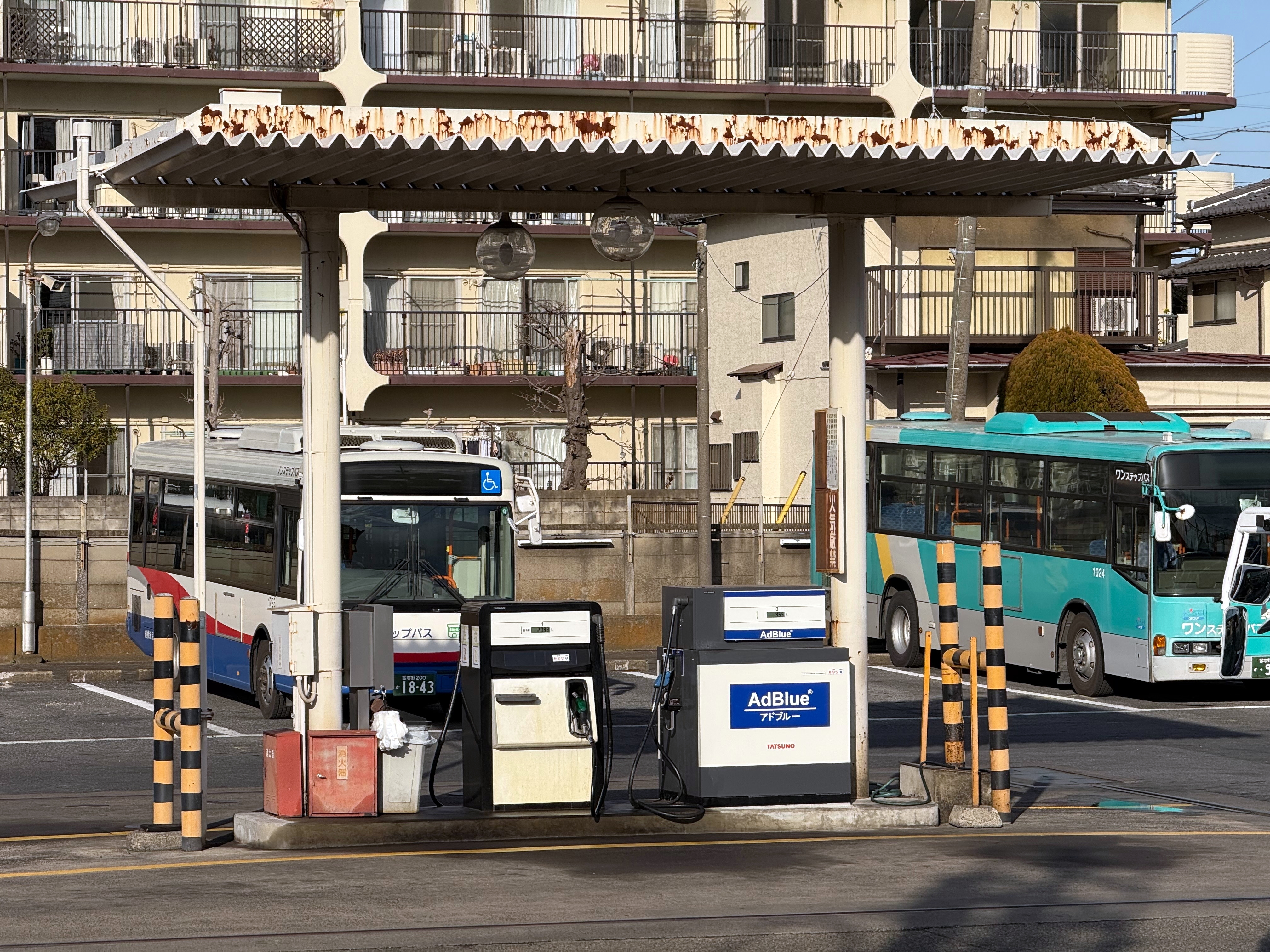
バス事業者の営業所に設置されたAdBlue用の計量器（右）と軽油用の計量器（左）
（京成バス千葉ウエスト鎌ヶ谷営業所）

「FLENDS」は「Final Low Emission New Diesel System」の略で、日産ディーゼル工業（現・UDトラックス）が世界で初めて、トラック・バス用として実用化に成功した。
尿素SCR触媒、高圧燃料噴射システム（ユニットインジェクター式・コモンレール式）、高精度クールドEGRを組み合わせたディーゼルエンジン用排出ガス浄化システムである。PMとNOxの大幅削減を達成し、排出するCO2を削減した。
なお本稿で述べる「FLENDS」とは、超高圧燃料噴射システム（GE13系はユニットインジェクター、MD92系はコモンレール式燃料噴射装置）と本装置を組み合わせたもので、誤解されがちであるが、触媒装置単体の呼称ではない。
- コモンレール式燃料噴射システム - 噴射前の燃料を各気筒共通の蓄圧器（コモンレール）で高圧に保ち、噴射燃料の高圧細微化によってPMを抑制し、噴射時期・噴射回数・噴射量をECUで制御することでNOxの発生を抑えるシステム。
- 高精度クールドEGR - 排出ガスの一部を燃焼室に再循環させるシステム。
- AdBlue（アドブルー）- ドイツ自動車工業会の登録商標。尿素SCRシステム専用の高品位尿素水。尿素32.5%の水溶液である。日産化学工業、日本化成、三井化学、新日本化成などの化学メーカーが製造する。トラックステーション、日本国内の大型トラックを扱うディーラー（全社）、AdBlue販売元拠点や大型トラック対応スタンドで補充が可能である。運用する事業者の拠点に（ほとんどの場合燃料（軽油）に隣接する形で）専用の計量器を設置したり、拠点の工場内にドラム缶やバッグインボックスの形で常備することもある。また枯渇対策の応急用に車載できる小型パウチもある。

### 歴史
- 2003年（平成15年）11月3日 - 第38回東京モーターショーに日産ディーゼルが実機（単体）および車両に搭載した状態で展示したFLENDSシステムは、先述のように、当時世界一厳しいとされた日本の平成17年排出ガス規制を1年近く前倒しして適合したことで話題を集めた。
- 2004年（平成16年） - 日産ディーゼルがこのシステムを導入した新型トラック・クオンを発売。

## 各社の導入状況

### 国内メーカー

#### 日産ディーゼル（UDトラックス）

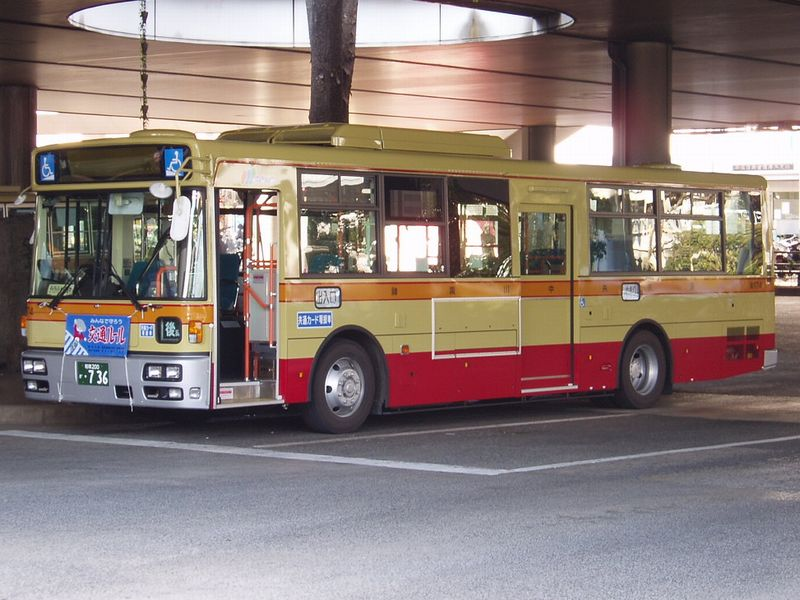
「FLENDS」を搭載した日産ディーゼルの車両（ADG-RA273MAN・神奈川中央交通）

「FLENDS」を自社製の大型トラック・クオン、大型バス（スペースアロー・スペースランナーRA）に搭載。また、三菱ふそうトラック・バスにもこの技術を供給することで同社と合意し、2007年に大型トラックのスーパーグレート、大型バスのエアロスター、エアロクィーンなどに導入した。 第40回東京モーターショーにおいて、DPF触媒を併用した、次世代型の尿素SCRシステムを出品した。 2010年、クオンのマイナーチェンジ時に併用式システムを導入。同年バスにおいても併用式システムに移行したがこちらは後述の「BlueTec」であるためUDのものとは異なる。 同2010年、中型トラック・コンドルのフルモデルチェンジ時に、中型車でもクラス初のシステム導入を行なった。 UD・ふそう両社のAdBlue補給可能箇所を合計するとと全国で1,500箇所に上るが、下述するようにさらに追随するメーカーが増えたこと、またそれによるシステム自体の普及によりAdBlueを補給可能な給油所も増えたことで補給可能箇所は大幅に増加している。

#### 三菱ふそうトラック・バス
当初は独自に開発を進めていたが、リコール問題で中止。その後、日産ディーゼルの「FLENDS」の供給を受けることで合意した。2010年より、ダイムラーグループのメルセデス・ベンツと同じ「BlueTec（ブルーテック） 」を導入した。同年に発売されたスーパーグレートと大型バス（2011年までUDにも供給）に搭載された。これも併用式システムを採用している。同2010年、小型トラックのキャンターのフルモデルチェンジに合わせ、「BlueTec」を導入。翌2011年、中型トラックのファイター、マイクロバスのローザ、中型バスのエアロミディMKのマイナーチェンジに合わせて、それぞれ導入された。

#### 日野自動車
2010年、独自のクリーンディーゼルシステム「AIR LOOP（エアループ）」を開発し、尿素SCRとDPRの併用式も採用される。同年4月に発売された、大型トラックのプロフィアに尿素SCR併用型を搭載。その後、中型トラックのレンジャーにも搭載した。同2010年7月、大型貸切・高速バスのセレガと、セレガとの統合モデルであるいすゞ・ガーラ（いずれも12m車のみ）にも搭載された。2011年、「AIR LOOP」をセレガハイブリッドに搭載し、ポスト新長期規制に適合。
2017年7月から8月にかけて、中型バスのメルファと、大型路線バスのブルーリボンハイブリッド（それぞれ統合車種となるいすゞ・ガーラミオといすゞ・エルガハイブリッドも同様）、同年12月には小型路線バスのポンチョに尿素SCR併用型をそれぞれ搭載。2019年7月、マイクロバスでトヨタ自動車からのOEM車種であるリエッセIIにも尿素SCRとDPRを併用したシステムが搭載された（なお同車種のエンジンは日野自動車製である）。

#### いすゞ自動車

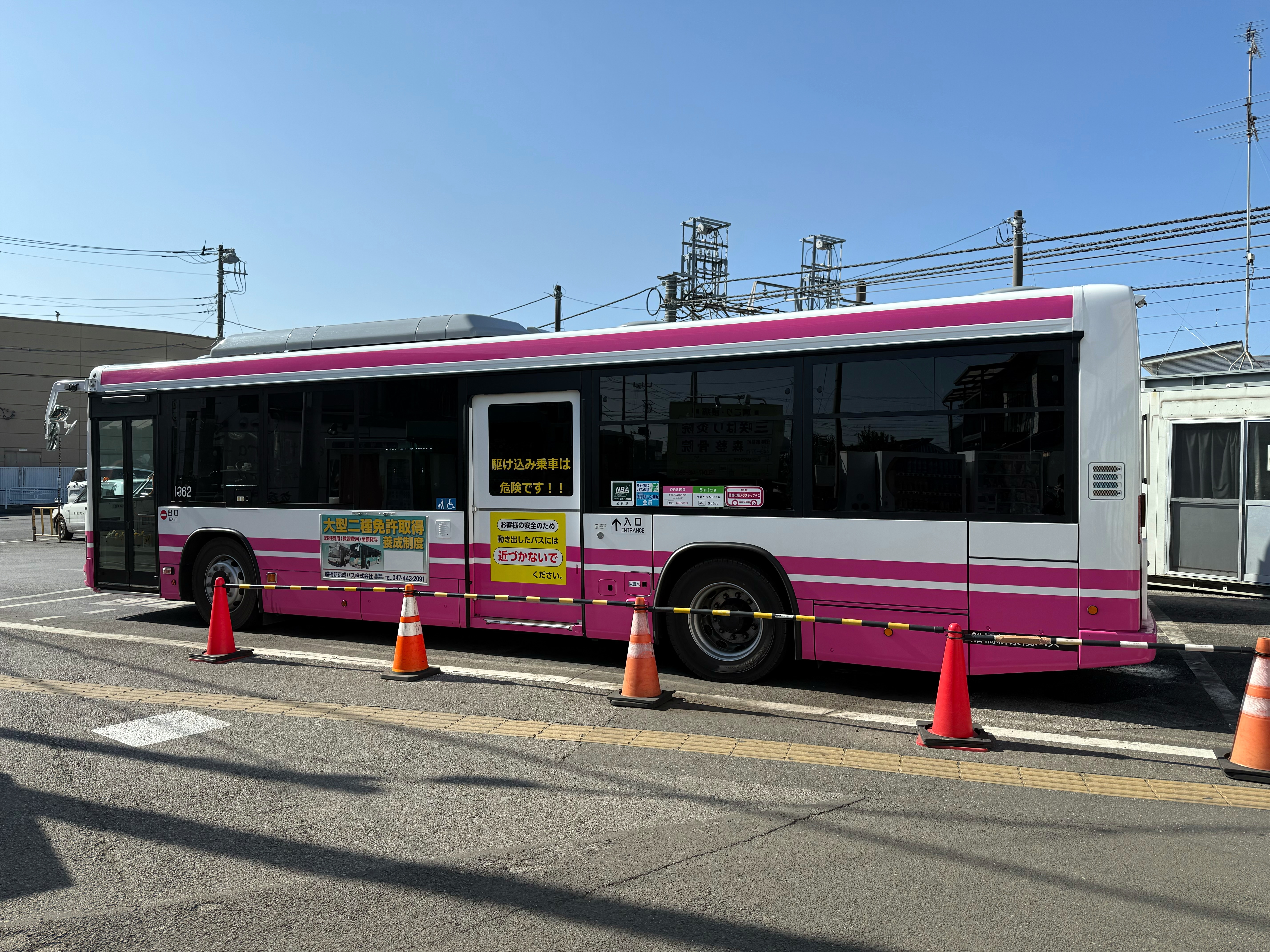
エルガの側面。軽油の給油口（前輪上）とAdBlueの給水口（後輪の前寄り）が明記されている。
（2KG-LV290N4・船橋新京成バス(当時)）

いすゞ自動車は、第36回東京モーターショーに尿素SCRシステム搭載車を参考出品したが、尿素水の供給インフラの整備が充分でないため時期尚早と判断。第40回東京モーターショーに、尿素水噴射に圧縮空気を必要としない次世代の尿素SCRシステムを出品。
2010年5月、DPF触媒と尿素SCRの併用式によるシステムを導入し、大型トラックのギガ、中型トラックのフォワードのマイナーチェンジ時に搭載（フォワードは一部車種のみ）。これにより、日本国内の大型商用車メーカーが全て尿素SCRシステムの導入を完了したことになる。同2010年8月、大型バスのエルガと、エルガとの統合モデルである日野・ブルーリボンIIにもギガ・フォワードと同じシステムが搭載された。2017年8月、中型バスのエルガミオと、エルガミオとの統合モデルである日野・レインボーにも搭載された。2018年3月、小型トラックのエルフにも搭載された。

#### マツダ
マツダは、2009年後半から欧州市場で発売されるCX-7のディーゼル仕様に、尿素SCRシステムを搭載した。しかし、独自技術によりこのシステムを不要としたクリーンディーゼル「SKYACTIV-D」（2012年発売のCX-5から搭載）を開発したため、以降はOEM供給を受ける車種（トヨタ：ハイエース / レジアスエース→ボンゴブローニイバン、いすゞ：エルフ→タイタンなど）などに限られている。

#### トヨタ自動車
トヨタ自動車は、2015年に登場したGD型エンジンに、尿素SCRシステムを搭載している（前述のハイエース / レジアスエース等に搭載）。2019年には日野自動車製エンジンを搭載したコースターにも搭載され、エンジンの供給元である日野自動車にも同車種を供給している。

#### 三菱自動車工業
三菱自動車工業は、2019年のデリカD:5のビッグマイナーチェンジの際に改良された4N14型エンジンに尿素SCRシステムを搭載している。同年にはエクリプスクロスのクリーンディーゼル車にも搭載されている。

#### 日産自動車
2022年に日産自動車は自社製ディーゼルエンジン開発を中止し、キャラバンのマイナーチェンジで、商用バンのみを三菱自動車から4N16型エンジンの供給を受ける。

#### その他
トラクターやホイールローダーなど、一般道路を走行する特殊車両に尿素SCRシステム化がされている。ヤンマーやクボタや井関農機のトラクターの一部車種や、小松製作所のホイールローダーの一部車種にも、尿素SCRシステムを搭載している。

### 外国メーカー

#### メルセデス・ベンツ

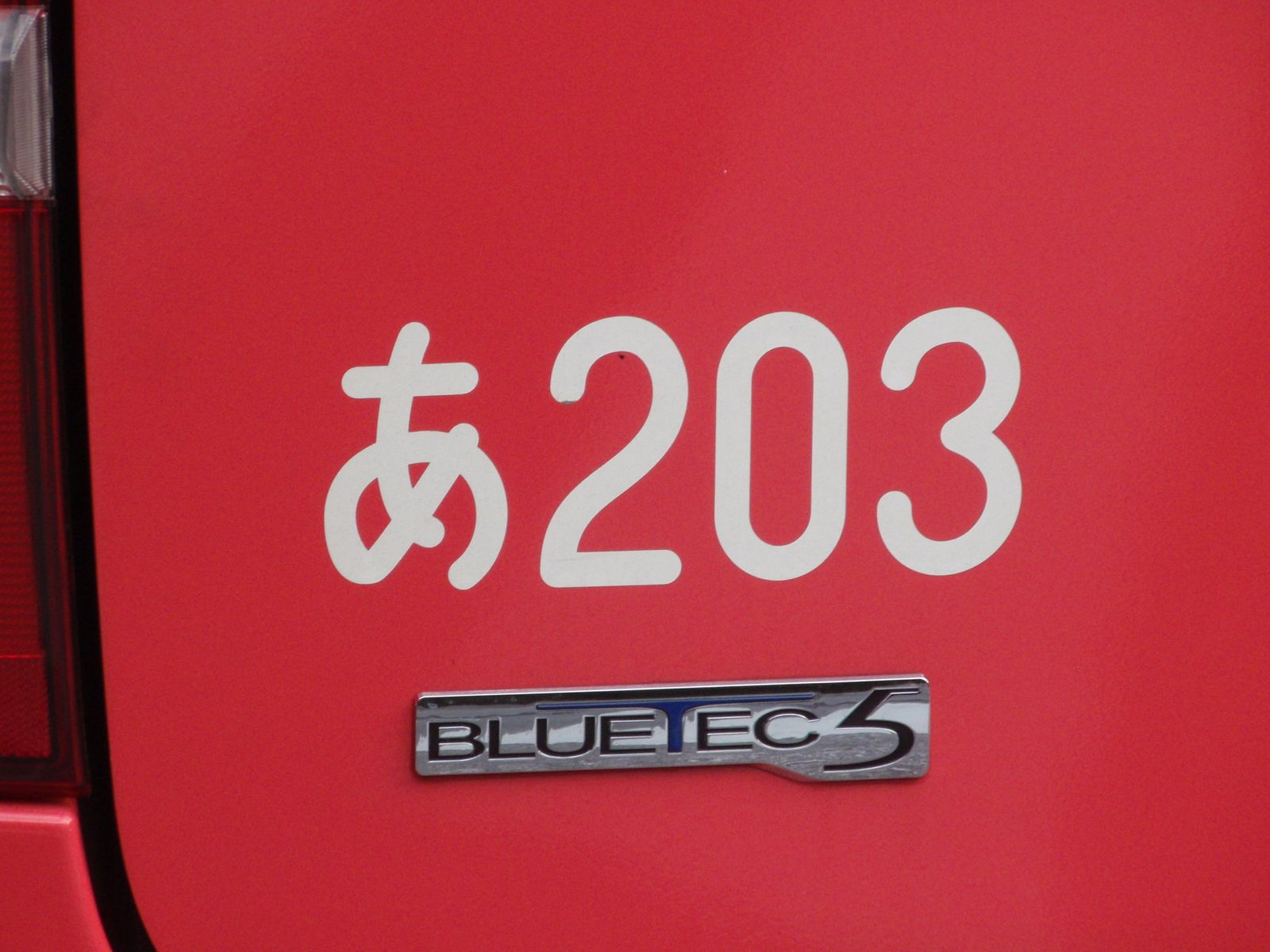
メルセデス・ベンツの「BlueTec5」装備車に取り付けられているエンブレム
（神奈川中央交通）

「BlueTec」（ブルーテック）の名称で展開。三菱ふそうも同様のシステムを導入した。2006年に北米で発売された「メルセデスベンツ・E320 CDI」は「ブルーテック」を名乗るものの、大市場であるカリフォルニア州やニューヨーク州を始めとする5州の排出ガス規制をクリア出来ず、それらの州での販売は不可能となっている。
日本国内においては、乗用車で2010年2月にV6 3リッターディーゼルエンジンを搭載した「E350 ブルーテック アヴァンギャルド」（セダン・ステーションワゴン）を発売している。2015年には直列4気筒2.2リッターエンジン、2016年7月から直列4気筒2リッターエンジン、2018年9月から直列6気筒3リッターエンジンをそれぞれ追加して展開し、主要モデルに「○200d」「○220d」「○350d」「○400d」の名称を付して販売されている。2019年には新型AクラスおよびBクラスに、同車種としては日本で初となるディーゼルモデル「A200d」および「B200d」を発売した。こちらは欧州の排ガス規制規格である「ユーロ6d」をクリアしている。商用車では、2007年以降に日本にも輸入されている連節バスのシターロGが、ユーロ5対応の「ブルーテック5」を装備し、2016年以降の日本市場向け新型モデルではユーロ6対応の「ブルーテック6」を装備している。

#### グループPSA（現・ステランティス）
グループPSA（現・ステランティス）傘下のプジョー・シトロエン・DS Automobilesは、2013年9月から「BlueHDi」の名称で展開。日本国内では2016年7月にプジョー・シトロエン・DS Automobilesの各ブランドで発売を開始した。

#### フォルクスワーゲン
フォルクスワーゲンは2015年、排ガス規制の不正ソフトウェアを指摘されたため、今後は全てのディーゼル車種に尿素SCRシステムを取り付けることを表明した

#### 現代自動車（ヒュンダイ→ヒョンデ）
現代自動車は日本に輸出する大型バス・ユニバースの2011年モデルより、DPF＋SCRの併用式を採用することでポスト新長期規制をクリアしている。

## 長所と短所

### 長所
- このシステム自体による燃費の悪化要因が少ない。排ガス対策にNOx吸蔵還元触媒やディーゼル微粒子捕集フィルター（DPF）を利用する方式の場合は、元触媒やフィルターの再生のために追加の燃料噴射（直接DPFに噴射する排気管内噴射、あるいはエンジンで燃焼行程後にシリンダー内に噴射するポスト噴射があるが、後者は実質的にはアフターファイアーに等しい）を行うため、燃費の悪化やポスト噴射方式の場合は軽油によるエンジンオイルの希釈（潤滑・清浄性能の低下）が問題になるが、尿素SCRシステムだけの場合は、そのような問題は発生しない。
- 燃費の悪化要因が少ないため、燃料コストと尿素水のコストを合算しても、従来型車と比較してランニングコストの上昇はほとんどないか同等である。
- NOx吸蔵還元触媒やディーゼル微粒子捕集フィルター（DPF）と比較して、排気温度が低い状態からでも浄化能力があり、耐久性も高い。
- 白金などの貴金属を使わなくてすむため、尿素SCR単体なら低コスト化が図れる。複合式であれば、浄化能力をそれぞれの単体式よりも向上できる。

### 短所
- 実走行において規制値を大幅に超えるNOxを排出することがある[28]。
- 尿素水タンクおよび噴射システムに加え、システムの前後段に酸化触媒を装着する必要があり、重量増により積載量が減少したり（バスなどの乗用用途であればほぼ問題にならないがトラック等の貨物用途の場合は積載量の減少は輸送効率の悪化に直結する）、必要な運転免許区分が変わったりする[注 1]。
- 尿素と排ガスの燃焼生成物によりマフラー内に堆積物が溜まったりインジェクター（噴射ノズル）詰まりを起こすことがあるため、定期的に清掃が必要となる。シアヌル酸のようなトリウレット等が原因物質であるため、これらを除去した尿素水も発売されている[注 2]。
- アンモニアが排出される危険があるので、排気漏洩防止装置の取り付けが必要。またそれでも構造上排気臭にある程度はアンモニア臭が混ざってしまう。
- メーカー指定以外の尿素水を入れた場合、NOx浄化率の低下、フィルターの目詰まり、尿素水が凍結した際にウォーニングランプが点灯するなどのトラブルが発生することがある[30]。
- 一般車両は走行中に尿素水切れを起こすと継続走行は可能となるが、エンジン停止後の再始動は不可能である[31]。噴射制御にECUを利用しているため仮にその状態で再始動が可能だとしても、後述のようにシステム破損等の恐れがある。
- 乗用車に使用する場合は大型車と違い、尿素噴射に圧縮空気が使えない、また小型乗用車では尿素タンクや追加される触媒の取り付けスペースの確保が困難である。
- 排気温度が低いと触媒作用が弱く、動作を停止することがある。低温の浄化作用については他の触媒でも同様の問題を抱える。低温でも効果を発揮するように改良が進められている。
- 尿素水の補充が持続的に必要な為、運転者の負担となる。
- 尿素水を切らしたり尿素水タンク内に異物が混入したり等の原因でシステムが破損した場合、修理費用が高くつく事がある。100万円ほどかかる事例もある。
- システム自体に塗装や油脂類の塗布を行うことは厳禁となっている。これらを行った場合、耐久性の低下、機能不良を引き起こしたり、故障の原因となる[32]。
- 尿素水を誤ってボディや他の部品にこぼした際、尿素水は金属に影響を与えるため損傷の原因となる。個人ユーザーの場合、トヨタ自動車のように販売店にて尿素水を補充するように推奨しているメーカーもある[31]。